# MF Doom
Daniel Dumile (13. července 1971 – 31. října 2020), známý také jako MF DOOM nebo jednoduše DOOM (obě jména často stylizována velkými písmeny), byl britsko-americký rapper a producent. Díky svým složitým slovním hříčkám, charakteristické kovové masce a „superpadoušské“ personě se Dumile stal významnou postavou undergroundového a alternativního hip hopu na počátku 21. století. Po jeho smrti ho časopis Variety popsal jako jednu z „nejvlivnějších, nejnepředvídatelnějších a nejzáhadnějších postav“ v hudebním světě.
Dumile se narodil v Londýně a v mladém věku se přestěhoval do Long Islandu v New Yorku. Svoji kariéru začal v roce 1988 jako člen tria KMD, kde vystupoval pod jménem Zev Love X. Skupina se rozpadla v roce 1993 po smrti člena DJ Subroca, Dumileho bratra. Po přestávce se Dumile znovu objevil koncem 90. let. Začal vystupovat na open mic akcích s kovovou maskou připomínající masku superpadoucha Doctora Dooma z Marvel Comics, který je zobrazen na obalu jeho debutového sólového alba „Operation: Doomsday“ z roku 1999. Přijal personu MF Doom a poté zřídka vystupoval na veřejnosti bez masky.
Během Dumileho nejplodnějšího období, na začátku 21. století, vydal oceňované album Mm..Food (2004) jako MF Doom, stejně jako alba vydaná pod pseudonymy King Geedorah a Viktor Vaughn. Madvillainy (2004), nahrané s producentem Madlib pod pseudonymem Madvillain, je často označováno za Dumileho vrcholné dílo a je považováno za přelomové album v hip hopu. Po Madvillainy následovala další oceňovaná spolupráce, The Mouse and the Mask (2005), s producentem Danger Mouse, vydaná pod pseudonymem Danger Doom.
Ačkoliv většinu svého života prožil ve Spojených státech, Dumile nikdy nezískal americké občanství. V roce 2010 mu byl odepřen návrat do USA po návratu z mezinárodního turné, k jeho šestému a poslednímu sólovému albu, Born Like This (2009). Přestěhoval se do Londýna a ve svých posledních letech pracoval převážně ve spolupráci s jinými umělci, vydával alba s Jneiro Jarel (jako JJ Doom), Bishop Nehru (NehruvianDoom) a Czarface (Czarface Meets Metal Face a posmrtné Super What?). Dumile zemřel v roce 2020 na angioedém po reakci na lék na vysoký krevní tlak.

## Persona MF DOOMA
Dumile vytvořil postavu MF Dooma jako alter ego s příběhem, na který se mohl ve své hudbě odkazovat. Postava kombinuje prvky ze superpadoucha z Marvel Comics Doctor Dooma, Destra a Fantoma opery; stejně jako Doctor Doom a Fantom se Dumile v postavě odkazoval na sebe ve třetí osobě. Jeho charakteristická maska byla podobná té, kterou nosí Doctor Doom, který je zobrazen rapující na obalu Dumileova debutového alba z roku 1999 Operation: Doomsday.
Dumile nosil masku při vystoupeních a nechal se fotografovat jen s ní, kromě krátkých záblesků ve videích a dřívějších fotografií s KMD. Pozdější verze masky byly založeny na rekvizitě z filmu Gladiátor z roku 2000. Akademička Hershini Bhana Young tvrdila, že tím, že si přisvojil masku Doctora Dooma, Dumile „se postavil do pozice nepřítele, nejen hudebního průmyslu, ale i dominantních konstrukcí identity, které ho jako černocha odsunují do druhotného občanství“.
Dumile občas posílal dvojníky, aby vystupovali v masce, což vnímal jako „logické rozšíření“ konceptu, ale rozzlobilo to publikum. Dumile zpočátku tvrdil, že zhubnul, a proto vypadá a zní jinak. Na vystoupení v Torontu v roce 2010 byl imitátor vypískán z pódia, než byl nahrazen Dumilem. V rozhovoru pro The New Yorker Dumile popsal sám sebe jako „spisovatele a režiséra“ postavy a řekl, že „příště může poslat bílého týpka... Kdo hraje postavu, hraje postavu.“
V listopadu 2019, během svého vystoupení na Adult Swim Festivalu, elektronický umělec Flying Lotus oznámil, že se k němu na pódiu připojí Dumile. Místo toho se na pódiu objevil maskovaný člověk, který byl odhalen jako komik Hannibal Buress. Dumileova účast na žertu nebyla potvrzena.

## Vybraná alba

### Sólová alba
- Operation: Doomsday (1999)
- Take Me to Your Leader (2003, jako King Geedorah)
- Vaudeville Villain (2003, jako Viktor Vaughn)
- VV:2 (2004, jako Viktor Vaughn)
- Mm..Food (2004)
- Born Like This (2009, jako Doom)

### Kolaborativní alba
- Mr. Hood (1991, jako Zev Love X s KMD)
- Black Bastards (2000, jako Zev Love X s KMD)
- Madvillainy (2004, s Madlib jako Madvillain)
- Special Herbs + Spices Volume 1 (2004, s MF Grimm)
- The Mouse and the Mask (2005, s Danger Mouse jako Danger Doom)
- Key to the Kuffs (2012, s Jneiro Jarel jako JJ Doom)
- NehruvianDoom (2014, s Bishop Nehru jako NehruvianDoom)
- Czarface Meets Metal Face (2018, s Czarface)
- Super What? (2021, s Czarface)